# Arachis retusa
Arachis retusa är en ärtväxtart som beskrevs av Antonio Krapovickas och Al. Arachis retusa ingår i släktet jordnötter, och familjen ärtväxter. Inga underarter finns listade i Catalogue of Life.